# Reginald William Lyon Fellows
Reginald William Lyon Fellows, britanski general, * 1895, † 1982.